# Begraafplaats van Enquin-les-Mines
De Begraafplaats van Enquin-les-Mines is een gemeentelijke begraafplaats in de Franse gemeente Enquin-les-Mines in het departement Pas-de-Calais. De begraafplaats ligt net ten oosten van het dorpscentrum van Enquin, langs de weg naar Serny.

## Britse oorlogsgraven
Op de begraafplaats bevinden zich drie Britse oorlogsgraven uit de Tweede Wereldoorlog. De drie graven zijn geïdentificeerd en worden onderhouden door de Commonwealth War Graves Commission. In de CWGC-registers is de begraafplaats opgenomen als Enquin-les-Mines Communal Cemetery.